# 21 Jump Street
21 Jump Street je americký film z roku 2012 na motivy seriálu Jump Street 21. Režie se ujali Chris Miller a Phil Lord, střihu Joel Negron a hudby Mark Mothersbaugh. V hlavních rolích hrají Jonah Hill a Channing Tatum. Pokračováním tohoto snímku je film 22 Jump Street.

## Děj
Schmidt (Jonah Hill) je ušlápnutý středoškolák, který se bojí pozvat dívku svých snů na ples, s vlasy na Eminema. Naproti tomu Jenko (Channing Tatum) je oblíbený sportovec a rváč. Shodou okolností se oba dostanou na policejní akademii kde se spřátelí. Projdou školou a jako parťáci spolu hlídkují na ulicích.
Podaří se jim dostat šéfa dealerů drog Dominga (DeRay Davis), ale protože jednali neprofesionálně, tak je Domingo propuštěn. Oba jsou předěleni do jednotky Jump Street, která sleduje trestné činnosti na středních školách. Jump Street vede kapitán Dickson (Ice Cube), černoch plný vzteku. Jsou posláni do utajení zabránit prodeji drog a nalézt distributora. Oba hned zjišťují, že se střední od jejich dob hodně změnila a chlapce to udivuje. Nastoupil digitální věk a Schmidt s Jenkem se s tím musí vypořádat. Jenko ale poplete identity, a tak jsou jim prohozeny předměty. Schmidt chodí do sportu a Jenko na chemii.
Schmidt je zamiluje do své spolužačky z dramaťáku Molly (Brie Larson) a spřátelí se s dealerem Erikem (Dave Franco). Uspořádá velkou párty na které s Jenkem zbije bandu feťáků z jiných škol. Schmidt je stále více oblíbený a Jenka začíná bavit učení. Schmidt si taky hraje na dealera, ale drogy odnáší Dicksonovi. Jenko odposlouchává Erikův mobil, ze kterého se dozví o spojení s Domingovým gangem. Při zběsilé honičce autem, Schmidt promešká divadelní představení a je spolu s Jenkem ze školy vyloučen. Erik si je oba najme jako bodyguardy a jde se setkat s distributorem. Překvapivě je to tělocvikář Walters (Rob Riggle).
Za Waltersem zajde Domingo a Schmidta s Jenkem pozná. Když jsou chlapcům pod pohrůžkou smrti Molly odebrány zbraně, tak se zdá, že jsou oba mrtví. Objeví se ale agenti DEA (Peter DeLuise, Johnny Depp). Ti jsou zabiti a následuje přestřelka. Schmidt s Jenkem jdou po Waltersovi, ten postřelí Jenka. Schmidt střelí Walterse do rozkroku. Oba jsou vyznamenáni Dicksonem a přeloženi, ke svému zděšení, na další školu.

## Obsazení
| Jonah Hill     | Morton Schmidt |
| Channing Tatum | Greg Jenko     |
| Ice Cube       | Dickson        |
| Brie Larson    | Molly Tracey   |
| Ellie Kemper   | paní Griggsová |
| Dave Franco    | Eric Molson    |
| DeRay Davis    | Domingo        |
| Jake Johnson   | ředitel Dadier |
| Caroline Aaron | Annie Schmidt  |
| Joe Chrest     | David Schmidt  |
| Dax Flame      | Zack           |
| Chris Parnell  | pan Gordon     |
| Rob Riggle     | pan Walters    |